# Bjurtjärnen (Grangärde socken, Dalarna)
Bjurtjärnen är en sjö i Ludvika kommun i Dalarna och ingår i Norrströms huvudavrinningsområde.